# 王宏 (成化壬辰進士)
王宏（1443年—？），字仲裕，山東登州府文登縣人，留守左衛官籍。明朝政治人物。進士出身。

## 生平
順天府鄉試第二十八名。成化八年（1472年）壬辰科會試第一百四十二名，殿試登進士第二甲第六十名。

## 家族
曾祖父王溫，曾任指揮同知。祖父王信，曾任指揮同知。父亲王麟，曾任指揮同知。